# Lost in Alphaville
Lost in Alphaville è il terzo album in studio del gruppo musicale statunitense The Rentals, pubblicato nel 2014.

## Tracce
Testi e musiche di Matt Sharp.
1. It's Time to Come Home – 4:00
2. Traces of Our Tears – 3:25
3. Stardust – 2:48
4. 1000 Seasons – 3:15
5. Damaris – 4:54
6. Irrational Things – 4:14
7. Thought of Sound – 3:44
8. Song of Remembering – 3:37
9. Seven Years – 4:34
10. The Future – 5:48

## Formazione
The Rentals
- Matt Sharp — voce, basso, sintetizzatore
- Jess Wolfe — voce
- Holly Laessig — voce
- Ryen Slegr — chitarra, lap steel guitar
- Patrick Carney — batteria, percussioni
- Lauren Chipman — Fender Rhodes, organo, piano, viola, violino

Altri musicisti
- Joey Santiago — chitarra
- Danielle Belén — violino
- Jamie Blake — effetti vocali
- Roger Moutenot — percussioni
- Dan Joeright — drum loop, percussioni
- The West Los Angeles Children's Choir